# Bokförlaget Faethon
Bokförlaget Faethon är ett svenskt bokförlag, grundat 2015. Förlagets utgivning består huvudsakligen av skönlitteratur, filosofi och humaniora. Förlaget ger även ut tidskriften Aiolos.

## Utgivning (urval)
Författare som har givits ut på Bokförlaget Faethon:

- J.G. Ballard
- Roland Barthes
- Georges Bataille
- Maurice Blanchot
- Joseph Brodsky
- Ferdinando Camon
- Anne Carson
- Anders Cullhed
- Regina Derieva
- Denis Diderot
- Georges Didi-Huberman
- G.W.F. Hegel
- Etty Hillesum
- Hans Jonas
- Ernst Jünger
- Fabian Kastner
- Ruth Klüger
- Sarah Kofman
- Madame de La Fayette
- Titus Lucretius
- Toril Moi
- Zofia Nałkowska
- Dan Pagis
- Francesco Petrarca
- Jean Racine
- Anna Rydstedt
- Håkan Sandell
- Paul Scheerbart
- Arthur Schnitzler
- Carl Seelig
- Lutz Seiler
- Mats O. Svensson
- Birgitta Trotzig
- Erik van Ooijen
- Daan Herma van Voss
- Tomas Venclova
- Alfred de Vigny
- Robert Walser
- Frank Wedekind
- Emilio Zucchi